# 脊柱前凸
脊柱前凸（lordosis）或脊柱腹凸，是脊柱在额面的某一部分向前偏离中线。脊柱前凸常用來形容脊柱向前過度彎曲的畸形，但正常的颈椎或腰椎向前曲度也用此术语，如：颈椎前凸（cervical lordosis）、腰椎前凸（lumbar lordosis）。
當提及其他哺乳類的解剖學時，使用的名詞就會使用腹側，如上述脊柱腹凸。當彎曲過度彎曲的角度為背側時，為另一個醫學名詞脊柱後凸（例如：駝背）。

图示正常的颈椎前凸与腰椎前凸曲线